# Valgu (Emmaste)
Valgu – wieś w Estonii, w prowincji Hiuma, w gminie Emmaste.